# ジャストイット
株式会社ジャストイット（英: Justit Inc.）は、京都市に本社を置く企業。

## 概要
2010年1月創業。インターネットメディアを運営。英会話・TOEIC・英検、英会話教室、留学、金融、不動産などの情報サイトを運営している。

## 沿革
- 2010年1月 - 京都府京都市で創業
- 2012年1月 - 京都府京都市で株式会社ジャストイットを設立
- 2016年11月 - 事業拡大に伴い京都市下京区（京都リサーチパーク）へ本社移転

## 事業内容
- インターネットメディア事業
- ウェブマーケティング事業

## 加盟団体
- 京都商工会議所
- 日本産業カウンセラー協会
- 情報処理学会
- 公益財団法人 21世紀職業財団
- ヒューマンインタフェース学会